# 阿里斯多丰
阿里斯多丰（前435年—前335年），具有一定影响的雅典政治家，因提出与法律相悖的法令而75次被起诉。在与底比斯关系上，他反对卡利斯特拉图斯。他因提莫塞乌斯参加同盟战争（公元前357年至公元前355年）而将其击败，并反对雅典。因公元前346年签订的“《腓罗克拉泰斯和约》”（Philocrates）而放弃安菲波利斯。